# Particles
Particles is een studioalbum van Volt. Het album bevat muziek uit de Berlijnse School voor elektronische muziek. In die stijl geven Smith en Shipway hun muzikale weergave weer van klassen van (sub)atomaire deeltjes, resp. leptonen, fermionen en bosonen. In dit geval in vrij lange stukken muziek met relatief lange melodielijnen. Het is daarbij de vraag of de heren elkaar gezien hebben tijdens de opnamen. Men stuurde veelvuldig bestanden over en weer, waar beiden dan hun muzikale stemmen op konden aantekenen voordat de ander er zijn visie op losliet.

## Musici
- Michael Shipway, Steve Smith – synthesizers, elektronica

## Muziek
| Nr. | Titel                                                | Duur  |
| --- | ---------------------------------------------------- | ----- |
| 1.  | Lepton (Governs nearly all of chemistry)             | 17:40 |
| 2.  | Fermion (The key building block of matter)           | 17:23 |
| 3.  | Boson (The force carrier that holds matter together) | 24:33 |